# ۷۶۸ (خورشیدی)
۷۶۸ هفتصد و شصت و هشتمین سال هجری خورشیدی است.